# Okoljski determinizem
Okoljski determinizem (tudi klimatski determinizem, environmentalizem ali geografski determinizem) je nazor o fizičnem okolju, ki tega označuje za prevladujoč dejavnik kulture. Po njem naj bi bil človek in njegova kultura bolj kot od socialnih pogojev strogo odvisna od okoljskih pogojev in pri tem ne bi mogla odstopati.
Najpomembnejši okoljski deterministi so bili Carl Ritter, Ellen Churchill Semple, Ellsworth Huntington in Thomas Griffith Taylor; prepričanja o tem, ali je bil Friedrich Ratzel s svojim delom Antropogeographie, ki velja za temeljni kamen družbene geografije, okoljski determinist, pa so deljena.
Najzgodnejše korenine okoljskega determinizma je najti že v antiki, in sicer pri trditvah starogrškega geografa Strabona, da so podnebni dejavniki psihološka predispozicija različnih človeških ras. Tovrstne ideje so bile različno močno, a vedno prisotne v znanosti vse do modernih časov. Zlasti je geografski determinizem postal aktualen konec 19. in v začetku 20. stoletja, ko ga je razvijajoča se družbenogeografska veda prevzela za svojo osrednjo teorijo. Temu se je v manjšem obsegu pridružila tudi antropologija. Vpliv pri razvoju tega determinizma je imela evolucijska biologija, četudi se je mnogo trditev okoljskega determinizma opiralo bolj na danes ovrženi lamarkizem kot na darvinizem.
Osnovni argument zagorovnikov okoljskega determinizma so bile posamezne komponente fizične geografije, na prvem mestu podnebje, ki naj bi nosilo velik vpliv na temperament posameznikov, ta pa naj bi nadalje zaznamoval njihovo kulturo in družbo. Tako naj bi tropsko podnebje povzročilo lenobo in promiskuiteto, medtem ko naj bi redne vremenske spremembe srednjih zemljepisnih širin vodile do izostrenih umov tamkajšnjih ljudi. Ker naj bi se takšni okolijski vplivi na psihologijo in biologijo ljudi uveljavljali počasi, je bilo pomembno spremljati oziroma preučiti migracije skupin, s čimer bi bilo moč določiti izvorno fizično okolje, v katerem se je človekov um razvil.
Zaton okoljskega determinizma so pomenila dvajseta in trideseta leta 20. stoletja, ko je na njegov račun vzniknilo nemalo kritik v strokovnih krogih. Prvi odziv na to je bil razvoj omiljene različice, okoljskega posibilizma, sledila pa je praktična opustitev nazora za več desetletij. Moderni kritiki so geografski determinizem označili za podlago rasizmu in imperializmu, zaradi česar med mnogimi geografi ta danes velja za diskreditirajoči dejavnik v geografski znanosti.
V času razcveta okoljskega determinizma je bila popularna tudi njegova različica med marksisti. Ti so osnovni teoriji Karla Marxa o ideološki in kulturni strukturi, zasnovani na podlagi ekonomije, dodali še idejo, da je ekonomija določena z dejavniki fizičnega okolja. Primer tega je teorija ruskega revolucionarja in marksističnega teoretika Georgija Plehanova, ki je za krivca nerazvitosti ruske družbe – ta je bila v njegovem času urejena še fevdalno, namesto da bi se že razvila v kapitalizem in kasneje dozorela za komunistično revolucijo – označil obsežne planjave Rusije, ki naj bi povzročile preveliko razpršitev razrednih konfliktov. Tudi marksistični okoljski determinizem je bil opuščen približno istočasno kot njegova osnova.